# Kauman (Polanharjo)
Kauman is een bestuurslaag in het regentschap Klaten van de provincie Midden-Java, Indonesië. Kauman telt 2192 inwoners (volkstelling 2010).